# Murtoa
Murtoa is een plaats in de Australische deelstaat Victoria en telt 912 inwoners (2006).